# 시카마 유키
시카마 유키(일본어: 色摩 雄貴, 1997년 10월 1일~)는 일본의 축구 선수이다.

## 구단 경력
그는 2020년 J3리그의 이와테 그루자 모리오카에 입단했다. 2021년 J3리그 준우승으로 J2리그로 승격했다. 2022년까지 58경기에 출전하여, 9득점을 넣었다.